# Schweizer Badmintonmeisterschaft 2017
Die Schweizer Badmintonmeisterschaft 2017 fand vom 3. bis zum 5. Februar 2017 in Bern statt.

## Medaillengewinner
| Disziplin    | Gold                                | Silber                             | Bronze                              |
| ------------ | ----------------------------------- | ---------------------------------- | ----------------------------------- |
| Herreneinzel | Dominik Bütikofer                   | Christian Bösiger                  | Anthony Dumartheray                 |
| Herreneinzel | Dominik Bütikofer                   | Christian Bösiger                  | Tobias Künzi                        |
| Dameneinzel  | Sabrina Jaquet                      | Ayla Huser                         | Nadia Fankhauser                    |
| Dameneinzel  | Sabrina Jaquet                      | Ayla Huser                         | Marion Varrin                       |
| Herrendoppel | Anthony Dumartheray Thomas Heiniger | Mathias Bonny Gilles Tripet        | Dominik Bütikofer Joel König        |
| Herrendoppel | Anthony Dumartheray Thomas Heiniger | Mathias Bonny Gilles Tripet        | Pierrick Deschenaux Oliver Schaller |
| Damendoppel  | Ayla Huser Sabrina Jaquet           | Tiffany Girona Tenzin Pelling      | Lea Maria Müller Ronja Stern        |
| Damendoppel  | Ayla Huser Sabrina Jaquet           | Tiffany Girona Tenzin Pelling      | Aline Müller Jenjira Stadelmann     |
| Mixed        | Oliver Schaller Céline Burkart      | Anthony Dumartheray Sabrina Jaquet | Gilles Tripet Tiffany Girona        |
| Mixed        | Oliver Schaller Céline Burkart      | Anthony Dumartheray Sabrina Jaquet | Thomas Heiniger Tenzin Pelling      |